# Ставролен
ООО «Ставроле́н» (Общество с ограниченной ответственностью «Ставролен») — предприятие химической промышленности, расположенное в Будённовске, Ставропольского края. Градообразующее предприятие.

«Прикумский завод пластмасс» (ООО «Ставролен»)

## История
- 1980 — получен первый полиэтилен высокой плотности
- 1981, январь — Ввод в эксплуатацию завода пластмасс «Ставропольполимер», выпуск первой продукции. Основу предприятия составляют пиролизная установка и линия для производства полиэтилена низкого давления.
- 1982 — Запуск производства альфа-бутилена, который используется в качестве сомономера при получении полиэтилена.
- 1987 — Ввод в эксплуатацию крупнейшего в СССР производства винилацетата.
- 1991—1992 — Реконструкция и модернизация пиролизного и полиэтиленового производств с целью увеличения мощности по выпуску этилена до 350 тыс. тонн в год, полиэтилена — до 300 тыс. тонн в год.
- 1992—1997 — Период сложной работы предприятия в связи с политической нестабильностью в регионе. Сокращение объёмов переработки сырья в 8 раз по сравнению с 1990 годом; в 1997 году завод проработал только 50 дней.
- 1998 — Приобретение ОАО «Ставропольполимер» компанией «Лукойл-Нефтехим»[2].

Реструктуризация завода и создание ООО «Ставролен». Проведение масштабных ремонтных работ, пополнение оборотных средств, обеспечение стабильных поставок сырья.
- 1998—2002 — Последовательное увеличение объёмов выпуска продукции, перевод пиролизной установки на более экономически выгодное в отличие от жидких нефтепродуктов газовое сырьё. Освоен выпуск пяти новых марок полиэтилена низкого давления[3].
- 2008, апрель — произошёл взрыв в реакторе полимеризации цеха по переработке полипропилена. Выгорело 50 квадратных метров производственных площадей. Пострадали 6 работников, которые в это время проводили ремонтные работы, четверо из них скончались.[4]
- 2011, 15-17 декабря — на территории производственного цеха газораспределения этилена произошёл взрыв с последующим возгоранием. Выгорело 1000 квадратных метров производственной площади.[5] По официальным данным пострадали 9 человек. В прокуратуре Ставропольского края возбуждено уголовное дело по части 1 статьи 217 УК РФ («нарушение правил безопасности на взрывоопасных объектах»).[6]
- 2014, 26 февраля 12:35, «Ставролен», цех № 2, разгерметизация клапана с последующим возгоранием. В результате происшествия травмы получили 15 сотрудников предприятия[7].

## Генеральные директора
- 2000-2003 (упоминание) — Виктор Александрович Зинченко
- 2008 (упоминание) — Николай Петрович Полевщиков
- 2012—2014 — Владимир Юрьевич Жуков
- с 2015 года — Анатолий Викторович Афонин
- с 2024 года — Шулындин Владимир Владимирович

## Государственные стандарты
На предприятии действует система качества ГОСТ Р 9002-96.

## Достижения и награды
- Решением Госстандарта России и Академии проблем качества полиэтилен ООО «Ставролен» удостоен престижной награды — стал Лауреатом конкурса «100 лучших товаров России».
- 2001 — по итогам Всероссийского конкурса «1000 предприятий России XXI века» ООО «Ставролен» был удостоен звания Лауреата[3].

## Продукция
- Полиэтилен низкого давления марки 277-73, стойкий к термоокислительному старению. Сочетает высокую жесткость с низким короблением и отличным глянцем. Применяется для изготовления методом литья под давлением домашней утвари, колпачков к аэрозольным упаковкам, деталей медицинских шприцев и игл, детских игрушек, крупногабаритных технических изделий[8].
- Бензол
- Винилацетат (эфир виниловый уксусной кислоты)
- Пропилен
- Полипропилен
- Этилен
- Синтетические смолы и пластические массы, термопласты
- Плёнки полимерные, плёнки полиолефиновые
- Тара полимерная транспортная

## Примечание
1. ↑  250 крупнейших компаний ЮФО//Эксперт-Юг. 9-22 ноября 2009 № 42-43
2. ↑  Структура группы Лукойл-Нефтехим Архивная копия от 4 марта 2016 на Wayback Machine"
3. 1 2  Domain lukoil-neftekhim.ru maybe for sale. Дата обращения: 2 октября 2009. Архивировано из оригинала 25 июля 2009 года.
4. ↑  Пожар после взрыва на заводе «Ставролен» в Будённовске: прокуратура проводит проверку (stapravda.ru). Дата обращения: 20 декабря 2011. Архивировано 28 июля 2017 года.
5. ↑  Перед пожаром на Ставролене прогремел взрыв (mrcplast.ru). Дата обращения: 20 декабря 2011. Архивировано 31 декабря 2012 года.
6. ↑  По факту взрыва на заводе в Будённовске возбудили дело (lenta.ru). Дата обращения: 20 декабря 2011. Архивировано 9 января 2012 года.
7. ↑  Пожар на химическом заводе «Ставролен» в Будённовске локализован. Дата обращения: 26 февраля 2014. Архивировано 27 февраля 2014 года.
8. 1 2  Архивированная копия. Дата обращения: 2 октября 2009. Архивировано из оригинала 25 сентября 2009 года.